# Inuittalen
De Inuittalen zijn een groep van nauw verwante inheemse talen van Amerika die traditioneel gezien doorheen de Noord-Amerikaanse arctis en tot op zekere hoogte in subarctisch Labrador gesproken worden. De verwante Joepiktalen worden gesproken in westelijk en zuidelijk Alaska en in het Russische Verre Oosten, vooral in de Diomedeseilanden. In Rusland zijn deze talen ernstig bedreigd en worden ze enkel nog in een paar dorpen op het Tsjoektsjenschiereiland gesproken. De Inuit leven grotendeels in drie landen: Groenland (dat een deel is van het Koninkrijk Denemarken), Canada (vooral de regio's Nunatsiavut van Labrador, Nunavik van Québec, Nunavut en de Northwest Territories) en de Verenigde Staten (in de staat Alaska).
Het totale aantal Inuit die hun traditionele talen spreken is moeilijk om exact te weten, omdat de meeste landen in hun volkstelling vertrouwen op zelf aangegeven censusdata waarin geen rekening wordt gehouden met het werkelijke taalgebruik en de taalcompetentie. De Groenlandse census schat het aantal sprekers van Inuittalen op grofweg 50.000, terwijl Canada het ruwweg schat op 35.000. Deze twee landen tellen het leeuwendeel van de sprekers van Inuittalen, terwijl er bijvoorbeeld slechts 7.500 van de 13.000 Inuit in Alaska een Inuittaal spreken.
De Inuittalen hebben ook enkele honderden sprekers in Rusland. Er wonen daarenboven zo'n 7.000 Groenlandse Inuit in Denemarken, wat de grootste groep buiten Amerika is. Het totaal aantal sprekers van Inuitalen valt dus tussen de 90.000 en 100.000 te schatten.

## Naamgeving
De traditionele taal van de Inuit is een systeem van dicht verbonden dialecten. Diegene die gesproken worden door Inuit aan de ene kant van de "Inuitwereld" zijn echter erg moeilijk verstaanbaar voor Inuit aan de andere kant. Daarom beschouwen sommige mensen het niet als een taal maar als een groep van talen. Er zijn weliswaar geen duidelijke criteria om de Inuittaal op te breken in verschillende talen, omdat het een continuüm van nauw verbonden dialecten is. Iedere groep Inuit verstaat zijn buurgroep en tot op zekere hoogte de buurgroep van hun buurgroep, maar daarna daalt de verstaanbaarheid tot een vrij laag niveau.
Als een gevolg hiervan gebruiken Inuit op verschillende plaatsen verschillende woorden voor hun eigen varianten en voor de hele taalgroep. Die onduidelijkheid is ook overgedragen in andere talen, waardoor er een grote verwarring is ontstaan over welke labels het dan wel zou moeten dragen.
In Groenland is het Kalaallisut (Groenlands) de officiële vorm van de Inuittaal en tevens de staatstaal. De Eskimotalen van Alaska worden Inupiak genoemd, maar sommige varianten op het Sewardschiereiland worden onderscheiden van andere Alaskaanse varianten doordat ze Qawiaraq genoemd. Voorts staan sommige Alaskaanse dialecten ook bekend als "Beringstraats-Inupiak".
In Canada wordt het Inuktitut routinematig gebruikt als overkoepelende term voor alle Canadese varianten van de Inuittalen. Zo wordt het ook onder die naam erkend als officiële taal in de territoria Nunavut en de Northwest Territories. Een van de dialecten in Nunavut staat weliswaar bekend als Inuinnaqtun – om het te onderscheiden van de dialecten van Oost-Canada – terwijl de varianten uit de Northwest Territories soms Inuvialuktun genoemd worden (vroeger Inuktun). In die dialecten wordt er vaak naar gerefereerd als Inuktitun om dialectische verschillen te reflecteren in uitspraak. De Inuittaal van Québec wordt Inuttitut genoemd door zijn sprekers en vaak ook door anderen, maar het verschil in uitspraak is slechts miniem. In Labrador wordt de taal Inuttut genoemd maar in officiële documenten wordt deze meestal vermeld onder zijn meer descriptieve naam Labradorimiutut. Soms verwijzen Canadezen – zowel Inuit als niet-Inuit – naar alle Inuittalen als Inuktitut, dus inclusief de dialecten van Alaska en Groenland.
De eigenlijke term "Inuittaal" wordt meestal enkel gebruikt in het professionele circuit, omdat er in iedere regio wel één of meerdere conventionele termen bestaan die alle lokale varianten dekken; of het wordt gebruikt als een beschrijvende term omdat de meeste lezers niet alle verschillende benamingen kennen.
Alhoewel veel mensen naar de Inuittaal verwijzen als de Eskimotaal, is dit eigenlijk een brede term die ook het Joepiks omvat en die sterk ontmoedigd wordt door Canada. Zie het artikel 'Eskimo's' voor meer info over dit onderwerp.

## Classificatie en geschiedenis
De taal van de Inuit is een Eskimo-Aleoetische taal. Het is vrij dicht verbonden met het Joepiks en iets minder dicht verbonden met de Aleoetische taal. Deze verwante talen worden allen gesproken in Alaska en in het oosten van Tsjoekotka (Rusland). Het is niet waarneembaar verwant met de andere inheemse talen van Noord-Amerika, alhoewel sommigen voorgesteld hebben dat het verwant is aan talen uit de Oeraalse taalfamilie zoals het Fins of het Saami in de voorgestelde Oeralo-Siberische taalfamilie of zelfs met de Indo-Europese talen als deel van de hypothetische Nostratische superfamilie. Andere beschouwen het ook als deel van de Paleosiberische talen, alhoewel dat eerder een geografische dan linguïstische groepering is.
Vroege vormen van de Inuittalen werden gesproken door de Thulecultuur, die de Dorsetcultuur overrompelde en verving. De mensen van de Dorsetcultuur waren daarvoor de inwoners van de Arctis van Noord-Amerika aan het begin van het 2e millennium. Rond het jaar 1300 hadden de Inuit en hun taal het westen van Groenland bereikt en uiteindelijk ook Oost-Groenland tegen de tijd dat de Vikingkolonies in het zuiden stopten te bestaan. Het wordt algemeen aangenomen dat tijdens deze eeuwenlange trek naar het oosten de Inuittaal steeds meer verschillend werd aan het Joepiks van westelijk Alaska en Tsjoekotka. Tot 1902 bevond er zich mogelijk een enclave van Dorsetmensen of Sadlermiut (Sallirmiut in moderne Inuktitut spelling) op Southamptoneiland. Er is bijna niets bekend over hun taal, maar de weinige ooggetuigenverslagen praten over een "vreemd dialect". Dit suggereert dat ze ook een Eskimo-Aleoetische taal spraken, maar dan een vorm vrij verschillend aan de vormen gesproken in Canada vandaag.
De Joepik- en Inuittalen zijn syntactisch en morfologisch gezien zeer gelijkend. Hun gelijke origine kan gezien worden in een aantal verwantschappen:
| Nederlands | Centraal Joepik | Inupiak (Iñupiatun) | Noord Baffin Inuktitut | Kalaallisut |
| ---------- | --------------- | ------------------- | ---------------------- | ----------- |
| persoon    | yuk             | iñuk (injuk)        | inuk                   | inuk        |
| vorst      | kaneq           | kaniq               | kaniq                  | kaneq       |
| rivier     | kuik            | kuuk                | kuuk                   | kuuk        |
| buiten     | ellami          | siḷami              | silami                 | silami      |

De West-Alaskaanse varianten hebben een groot aantal kenmerken die ook aanwezig zijn in het proto-Inuit en in het Joepiks, genoeg zodat ze als Joepiktalen zouden kunnen gezien worden als ze zouden bekeken worden in isolatie van de Inuitwereld.

## Geografische spreiding

Verspreiding van verscheidene Inuittalen/dialecten over de Arctis.